# Høje Bøge Stadion
Høje Bøge Stadion er et atletik- og fodboldstadion beliggende i den sydlige del af Svendborg som hjemmebane for SfB-Oure FA. Det anvendes desuden til atletikkonkurrencer, samt til den årlige koncert Høje Bøge Open Air. Det ejes af Svendborg Kommune.
Stadionet er navngivet efter de høje bøgetræer, der omgiver det. Den seneste renovering skete i forbindelse med værtskabet for DGI's landsstævne i 1994. Dengang blev der bl.a. anlagt nye kunststofbaner.